# 현경북초등학교
현경북초등학교는 대한민국 전라남도 무안군 현경면에 있는 초등학교다.

## 학교 연혁
- 1935. 5. 31 망운공립보통학교 부설간이학교 설립 인가
- 1935. 6. 1 망운공립보통학교 부설간이학교 개교
- 1943. 4. 1 현경북공립국민학교 승격 인가
- 1969. 9. 30 수암분교장 설치 인가 및 개교
- 1974. 8. 1 수암분교장 폐지(국민학교로 승격)
- 1984. 3. 5 병설유치원 개원
- 1996. 3. 1 현경북초등학교로 개칭
- 2013. 2. 20 현경북초등학교 병설유치원 제 29회 졸업(졸업생 총 354명)
- 2013. 2. 20 현경북초등학교 제 66회 졸업(졸업생 총 3,457명)
- 2014. 9. 1 제32대 강홍제 교장 취임
- 2015. 2. 13 현경북초등학교 병설유치원 제 31회 졸업(졸업생 총 365명)
- 2015. 2. 13 현경북초등학교 제 68회 졸업(졸업생 총 3,470명)